# Paracincia butleri
Paracincia butleri är en fjärilsart som beskrevs av William D. Field. Paracincia butleri ingår i släktet Paracincia och familjen björnspinnare. Inga underarter finns listade i Catalogue of Life.